# Primera División de Bolivia 2001
La Primera División de Bolivia 2001 fue la 51.ª edición de la Primera División de Bolivia de fútbol. El torneo lo organizó la Liga de Fútbol Profesional Boliviano (LFPB). Oriente Petrolero ganó su cuarto título, después de diez años de su último triunfo.
El Campeón Nacional se definió mediante una Final entre el Ganador del Torneo Apertura: Bolívar y el Ganador del Torneo Clausura: Oriente Petrolero. El Campeón de la Temporada fue Oriente Petrolero,

## Formato
La Temporada 2001 fue disputada entre el 3 de marzo y el 19 de diciembre. El formato consistió en dos torneos: Apertura bajo el sistemas todos contra todos (ida y vuelta) y Clausura dividido en fase de grupos, cuadrangulares y final de torneo.
El ganador del Campeonato clasificó a la Copa Libertadores 2002 como Bolivia 1, el subcampeón como Bolivia 2 y el mejor ubicado del cuadrangular final como Bolivia 3.

## Equipos y Estadios
| Posición | Equipo ascendido de la Copa Simón Bolívar 2000 |
| -------- | ---------------------------------------------- |
| 1º       | Iberoamericana                                 |

| Posición | Equipo descendido del Torneo 2000 |
| -------- | --------------------------------- |
| 12º      | Atlético Pompeya                  |

El número de equipos para la temporada 2001 sigue siendo 12, el mismo que la temporada anterior.
Atlético Pompeya terminó último en la Tabla del Descenso y fue relegado a la Segunda División luego de permanecer por única temporada en Primera División. Fue reemplazado por el campeón de la Copa Simón Bolívar 2000, Iberoamericana que debuta en la LFPB.
| Equipo                  | Fundación               | Ciudad     | Estadio                 | Capacidad |
| ----------------------- | ----------------------- | ---------- | ----------------------- | --------- |
| Blooming                | 1 de mayo de 1946       | Santa Cruz | Ramón Tahuichi Aguilera | 35.000    |
| Bolívar                 | 12 de abril de 1925     | La Paz     | Hernando Siles          | 42.000    |
| Guabirá                 | 14 de abril de 1962     | Montero    | Gilberto Parada         | 15.000    |
| Iberoamericana          | 1993                    | La Paz     | Simón Bolívar           | 8.000     |
| Independiente Petrolero | 4 de abril de 1932      | Sucre      | Olímpico Patria         | 30.000    |
| Mariscal Braun          | 25 de agosto de 1952    | La Paz     | Hernando Siles          | 42.000    |
| Oriente Petrolero       | 5 de noviembre de 1955  | Santa Cruz | Ramón Tahuichi Aguilera | 35.000    |
| Real Potosí             | 1 de abril de 1986      | Potosí     | Víctor Agustín Ugarte   | 30.000    |
| Real Santa Cruz         | 3 de mayo de 1960       | Santa Cruz | Juan Carlos Durán       | 11.000    |
| The Strongest           | 8 de abril de 1908      | La Paz     | Hernando Siles          | 42.000    |
| Unión Central           | 8 de abril de 1980      | Tarija     | IV Centenario           | 18.000    |
| Wilstermann             | 24 de noviembre de 1949 | Cochabamba | Félix Capriles          | 32.000    |

## Torneo Apertura

### Tabla de posiciones
| Pos. | Equipos                 | PJ | PG | PE | PP | GF | GC | Dif. | Pts. |
| ---- | ----------------------- | -- | -- | -- | -- | -- | -- | ---- | ---- |
| 1.   | Bolívar                 | 22 | 12 | 6  | 4  | 53 | 28 | 25   | 42   |
| 1.   | Oriente Petrolero       | 22 | 13 | 3  | 6  | 48 | 31 | 17   | 42   |
| 3.   | Blooming                | 22 | 9  | 9  | 4  | 34 | 25 | 9    | 36   |
| 4.   | The Strongest           | 22 | 10 | 4  | 8  | 42 | 34 | 8    | 34   |
| 5.   | Wilstermann             | 22 | 8  | 9  | 5  | 40 | 36 | 4    | 33   |
| 6.   | Real Potosí             | 22 | 8  | 7  | 7  | 33 | 34 | -1   | 31   |
| 7.   | Unión Central           | 22 | 9  | 3  | 10 | 27 | 34 | -7   | 30   |
| 8.   | Independiente Petrolero | 22 | 7  | 6  | 9  | 29 | 39 | -10  | 27   |
| 9.   | Mariscal Braun          | 22 | 6  | 6  | 10 | 31 | 36 | -5   | 24   |
| 10.  | Guabirá                 | 22 | 6  | 5  | 11 | 25 | 35 | -10  | 23   |
| 11.  | Iberoamericana          | 22 | 5  | 5  | 12 | 37 | 47 | -10  | 20   |
| 12.  | Real Santa Cruz         | 22 | 5  | 5  | 12 | 23 | 43 | -20  | 20   |

### Fixture
| Mariscal Braun          | 1 - 1 | Real Potosí    | Complejo Mariscal Braun | 3 de marzo  | 14:00 |
| Independiente Petrolero | 2 - 0 | Iberoamericana | Olímpico Patria         | 4 de marzo  | 15:30 |
| The Strongest           | 3 - 1 | Blooming       | Hernando Siles          | 4 de marzo  | 16:00 |
| Wilstermann             | 2 - 0 | Unión Central  | Félix Capriles          | 4 de marzo  | 16:00 |
| Real Santa Cruz         | 2 - 1 | Guabirá        | Juan Carlos Durán       | 4 de marzo  | 18:00 |
| Oriente Petrolero       | 2 - 2 | Bolívar        | Ramón Tahuichi Aguilera | 21 de marzo | 20:00 |

| Iberoamericana | 1 - 1 | The Strongest           | Simón Bolívar           | 10 de marzo | 11:30 |
| Guabirá        | 3 - 1 | Independiente Petrolero | Gilberto Parada         | 10 de marzo | 18:30 |
| Real Potosí    | 2 - 1 | Real Santa Cruz         | Mario Mercado           | 11 de marzo | 15:30 |
| Wilstermann    | 2 - 2 | Oriente Petrolero       | Félix Capriles          | 11 de marzo | 16:00 |
| Bolívar        | 3 - 0 | Mariscal Braun          | Hernando Siles          | 11 de marzo | 16:00 |
| Blooming       | 2 - 0 | Unión Central           | Ramón Tahuichi Aguilera | 11 de marzo | 20:00 |

| Unión Central           | 3 - 1 | Iberoamericana    | IV Centenario           | 14 de marzo | 20:00 |
| Independiente Petrolero | 1 - 1 | Real Potosí       | Olímpico Patria         | 14 de marzo | 20:00 |
| Blooming                | 1 - 0 | Wilstermann       | Ramón Tahuichi Aguilera | 14 de marzo | 20:00 |
| The Strongest           | 1 - 1 | Guabirá           | Hernando Siles          | 14 de marzo | 20:00 |
| Mariscal Braun          | 0 - 1 | Oriente Petrolero | Hernando Siles          | 15 de marzo | 20:00 |
| Real Santa Cruz         | 1 - 4 | Bolívar           | Juan Carlos Durán       | 15 de marzo | 20:00 |

| Iberoamericana    | 1 - 1 | Blooming                | Simón Bolívar           | 17 de marzo | 14:00 |
| Real Potosí       | 1 - 0 | The Strongest           | Mario Mercado           | 18 de marzo | 15:30 |
| Bolívar           | 1 - 0 | Independiente Petrolero | Hernando Siles          | 18 de marzo | 16:00 |
| Wilstermann       | 2 - 0 | Mariscal Braun          | Félix Capriles          | 18 de marzo | 16:00 |
| Guabirá           | 3 - 0 | Unión Central           | Gilberto Parada         | 18 de marzo | 18:00 |
| Oriente Petrolero | 3 - 1 | Real Santa Cruz         | Ramón Tahuichi Aguilera | 18 de marzo | 20:00 |

| Iberoamericana          | 2 - 2 | Wilstermann    | Simón Bolívar           | 31 de marzo | 14:00 |
| Blooming                | 3 - 0 | Guabirá        | Ramón Tahuichi Aguilera | 31 de marzo | 18:00 |
| Independiente Petrolero | 1 - 0 | Bolívar        | Olímpico Patria         | 1 de abril  | 15:30 |
| Unión Central           | 1 - 1 | Real Potosí    | IV Centenario           | 1 de abril  | 15:30 |
| The Strongest           | 2 - 2 | Bolívar        | Hernando Siles          | 1 de abril  | 16:00 |
| Real Santa Cruz         | 1 - 1 | Mariscal Braun | Juan Carlos Durán       | 1 de abril  | 18:00 |

| Mariscal Braun    | 0 - 1 | Independiente Petrolero | Complejo Mariscal Braun | 7 de abril | 14:00 |
| Real Potosí       | 4 - 0 | Blooming                | Mario Mercado           | 8 de abril | 15:30 |
| Wilstermann       | 2 - 2 | Real Santa Cruz         | Félix Capriles          | 8 de abril | 16:00 |
| Bolívar           | 4 - 1 | Unión Central           | Hernando Siles          | 8 de abril | 16:00 |
| Guabirá           | 3 - 2 | Iberoamericana          | Gilberto Parada         | 8 de abril | 18:00 |
| Oriente Petrolero | 2 - 0 | The Strongest           | Ramón Tahuichi Aguilera | 8 de abril | 20:00 |

| The Strongest           | 1 - 3 | Mariscal Braun    | Hernando Siles          | 7 de marzo  | 20:00 |
| Guabirá                 | 0 - 0 | Wilstermann       | Gilberto Parada         | 11 de abril | 20:00 |
| Independiente Petrolero | 1 - 0 | Real Santa Cruz   | Olímpico Patria         | 11 de abril | 20:00 |
| Unión Central           | 3 - 4 | Oriente Petrolero | IV Centenario           | 11 de abril | 20:00 |
| Iberoamericana          | 3 - 4 | Real Potosí       | Simón Bolívar           | 12 de abril | 14:00 |
| Blooming                | 3 - 2 | Bolívar           | Ramón Tahuichi Aguilera | 12 de abril | 20:00 |

| Wilstermann       | 2 - 0 | Independiente Petrolero | Félix Capriles          | 14 de abril | 20:00 |
| Bolívar           | 2 - 1 | Iberoamericana          | Simón Bolívar           | 15 de abril | 11:30 |
| Mariscal Braun    | 2 - 0 | Unión Central           | Complejo Mariscal Braun | 15 de abril | 14:00 |
| Real Potosí       | 4 - 2 | Guabirá                 | Mario Mercado           | 15 de abril | 15:30 |
| Oriente Petrolero | 2 - 2 | Blooming                | Ramón Tahuichi Aguilera | 15 de abril | 18:00 |
| Real Santa Cruz   | 2 - 1 | The Strongest           | Juan Carlos Durán       | 22 de abril | 18:00 |

| Iberoamericana | 3 - 2 | Oriente Petrolero       | Simón Bolívar           | 28 de abril | 14:00 |
| Real Potosí    | 2 - 4 | Wilstermann             | Mario Mercado           | 29 de abril | 15:30 |
| Unión Central  | 1 - 0 | Real Santa Cruz         | IV Centenario           | 29 de abril | 15:30 |
| The Strongest  | 4 - 0 | Independiente Petrolero | Hernando Siles          | 29 de abril | 16:00 |
| Guabirá        | 1 - 0 | Bolívar                 | Gilberto Parada         | 29 de abril | 18:00 |
| Blooming       | 3 - 2 | Mariscal Braun          | Ramón Tahuichi Aguilera | 29 de abril | 20:00 |

| Mariscal Braun          | 2 - 1 | Iberoamericana | Complejo Mariscal Braun | 6 de mayo | 14:00 |
| Independiente Petrolero | 2 - 2 | Unión Central  | Olímpico Patria         | 6 de mayo | 15:30 |
| Bolívar                 | 1 - 1 | Real Potosí    | Hernando Siles          | 6 de mayo | 16:00 |
| Wilstermann             | 0 - 1 | The Strongest  | Félix Capriles          | 6 de mayo | 16:00 |
| Real Santa Cruz         | 2 - 2 | Blooming       | Juan Carlos Durán       | 6 de mayo | 18:00 |
| Oriente Petrolero       | 3 - 1 | Guabirá        | Ramón Tahuichi Aguilera | 6 de mayo | 20:00 |

| Real Potosí    | 0 - 5 | Oriente Petrolero       | Mario Mercado           | 9 de mayo  | 20:00 |
| Unión Central  | 2 - 0 | The Strongest           | IV Centenario           | 9 de mayo  | 20:00 |
| Guabirá        | 4 - 0 | Mariscal Braun          | Gilberto Parada         | 9 de mayo  | 20:00 |
| Blooming       | 2 - 2 | Independiente Petrolero | Ramón Tahuichi Aguilera | 9 de mayo  | 20:00 |
| Iberoamericana | 3 - 1 | Real Santa Cruz         | Hernando Siles          | 9 de mayo  | 20:00 |
| Bolívar        | 6 - 1 | Wilstermann             | Hernando Siles          | 10 de mayo | 20:00 |

| Real Santa Cruz         | 2 - 1 | Real Potosí    | Juan Carlos Durán       | 12 de mayo | 18:00 |
| Mariscal Braun          | 1 - 2 | Bolívar        | Complejo Mariscal Braun | 13 de mayo | 14:00 |
| Unión Central           | 1 - 0 | Blooming       | IV Centenario           | 13 de mayo | 15:30 |
| Independiente Petrolero | 2 - 0 | Guabirá        | Olímpico Patria         | 13 de mayo | 15:30 |
| The Strongest           | 2 - 5 | Iberoamericana | Hernando Siles          | 13 de mayo | 16:00 |
| Oriente Petrolero       | 5 - 1 | Wilstermann    | Ramón Tahuichi Aguilera | 13 de mayo | 18:00 |

| Iberoamericana    | 0 - 0 | Unión Central           | Simón Bolívar           | 16 de mayo | 14:00 |
| Bolívar           | 6 - 0 | Real Santa Cruz         | Hernando Siles          | 16 de mayo | 20:00 |
| Real Potosí       | 3 - 1 | Independiente Petrolero | Mario Mercado           | 16 de mayo | 20:00 |
| Wilstermann       | 0 - 0 | Blooming                | Félix Capriles          | 16 de mayo | 20:00 |
| Guabirá           | 1 - 0 | The Strongest           | Gilberto Parada         | 16 de mayo | 20:00 |
| Oriente Petrolero | 1 - 2 | Mariscal Braun          | Ramón Tahuichi Aguilera | 16 de mayo | 20:00 |

| Blooming                | 5 - 0 | Iberoamericana    | Ramón Tahuichi Aguilera | 19 de mayo | 20:00 |
| Mariscal Braun          | 2 - 2 | Wilstermann       | Complejo Mariscal Braun | 20 de mayo | 14:00 |
| Independiente Petrolero | 1 - 1 | Bolívar           | Olímpico Patria         | 20 de mayo | 15:30 |
| Unión Central           | 1 - 0 | Guabirá           | IV Centenario           | 20 de mayo | 15:30 |
| The Strongest           | 4 - 0 | Real Potosí       | Hernando Siles          | 20 de mayo | 16:00 |
| Real Santa Cruz         | 1 - 2 | Oriente Petrolero | Juan Carlos Durán       | 20 de mayo | 18:00 |

| Wilstermann       | 6 - 2 | Iberoamericana          | Félix Capriles          | 23 de mayo | 20:00 |
| Bolívar           | 1 - 2 | The Strongest           | Hernando Siles          | 23 de mayo | 20:00 |
| Real Potosí       | 2 - 1 | Unión Central           | Mario Mercado           | 23 de mayo | 20:00 |
| Guabirá           | 1 - 1 | Blooming                | Gilberto Parada         | 23 de mayo | 20:00 |
| Oriente Petrolero | 3 - 2 | Independiente Petrolero | Ramón Tahuichi Aguilera | 23 de mayo | 20:00 |
| Mariscal Braun    | 6 - 2 | Real Santa Cruz         | Complejo Mariscal Braun | 24 de mayo | 14:00 |

| Iberoamericana          | 3 - 0 | Real Santa Cruz   | Simón Bolívar           | 27 de mayo | 11:30 |
| Independiente Petrolero | 4 - 2 | Mariscal Braun    | Olímpico Patria         | 27 de mayo | 15:30 |
| Unión Central           | 1 - 0 | Bolívar           | IV Centenario           | 27 de mayo | 15:30 |
| The Strongest           | 3 - 1 | Oriente Petrolero | Hernando Siles          | 27 de mayo | 16:00 |
| Real Santa Cruz         | 1 - 2 | Wilstermann       | Juan Carlos Durán       | 27 de mayo | 18:00 |
| Blooming                | 1 - 0 | Real Potosí       | Ramón Tahuichi Aguilera | 27 de mayo | 18:00 |

| Wilstermann       | 2 -1  | Guabirá                 | Félix Capriles          | 6 de junio | 20:00 |
| Real Potosí       | 2 - 0 | Iberoamericana          | Mario Mercado           | 6 de junio | 20:00 |
| Real Santa Cruz   | 1 - 2 | Independiente Petrolero | Juan Carlos Durán       | 6 de junio | 20:00 |
| Mariscal Braun    | 0 - 1 | The Strongest           | Hernando Siles          | 6 de junio | 20:00 |
| Bolívar           | 0 - 0 | Blooming                | Hernando Siles          | 7 de junio | 20:00 |
| Oriente Petrolero | 2 - 1 | Unión Central           | Ramón Tahuichi Aguilera | 7 de junio | 20:00 |

| Independiente Petrolero | 3 - 3 | Wilstermann       | Olímpico Patria         | 9 de junio  | 15:30 |
| The Strongest           | 2 - 0 | Real Santa Cruz   | Hernando Siles          | 9 de junio  | 16:00 |
| Iberoamericana          | 2 - 3 | Bolívar           | Simón Bolívar           | 10 de junio | 14:00 |
| Unión Central           | 2 - 0 | Mariscal Braun    | IV Centenario           | 10 de junio | 15:30 |
| Guabirá                 | 1 - 1 | Real Potosí       | Gilberto Parada         | 10 de junio | 16:00 |
| Blooming                | 1 - 0 | Oriente Petrolero | Ramón Tahuichi Aguilera | 10 de junio | 18:00 |

| Wilstermann             | 0 - 0 | Real Potosí    | Félix Capriles          | 13 de junio | 20:00 |
| Independiente Petrolero | 2 - 2 | The Strongest  | Olímpico Patria         | 13 de junio | 20:00 |
| Real Santa Cruz         | 1 - 0 | Unión Central  | Juan Carlos Durán       | 13 de junio | 20:00 |
| Oriente Petrolero       | 3 - 1 | Iberoamericana | Ramón Tahuichi Aguilera | 13 de junio | 20:00 |
| Bolívar                 | 5 - 2 | Guabirá        | Hernando Siles          | 13 de junio | 20:00 |
| Mariscal Braun          | 2 - 2 | Blooming       | Hernando Siles          | 14 de junio | 20:00 |

| Iberoamericana | 1 - 1 | Mariscal Braun          | Hernando Siles          | 17 de junio | 14:00 |
| Real Potosí    | 1 - 2 | Bolívar                 | Mario Mercado           | 17 de junio | 15:30 |
| Unión Central  | 2 - 0 | Independiente Petrolero | IV Centenario           | 17 de junio | 15:30 |
| The Strongest  | 2 - 4 | Wilstermann             | Hernando Siles          | 17 de junio | 16:00 |
| Guabirá        | 0 - 1 | Oriente Petrolero       | Gilberto Parada         | 17 de junio | 18:00 |
| Blooming       | 1 - 1 | Real Santa Cruz         | Ramón Tahuichi Aguilera | 17 de junio | 18:00 |

| Mariscal Braun          | 3 - 0 | Guabirá        | Hernando Siles          | 20 de junio | 18:00 |
| The Strongest           | 8 - 4 | Unión Central  | Hernando Siles          | 20 de junio | 20:00 |
| Wilstermann             | 3 - 3 | Bolívar        | Félix Capriles          | 20 de junio | 20:00 |
| Real Santa Cruz         | 1 - 0 | Iberoamericana | Juan Carlos Durán       | 21 de junio | 18:00 |
| Independiente Petrolero | 0 - 2 | Blooming       | Olímpico Patria         | 21 de junio | 20:00 |
| Oriente Petrolero       | 2 - 1 | Real Potosí    | Ramón Tahuichi Aguilera | 21 de junio | 20:00 |

| Iberoamericana | 5 - 1 | Independiente Petrolero | Hernando Siles          | 24 de junio | 14:00 |
| Bolívar        | 3 - 2 | Oriente Petrolero       | Hernando Siles          | 24 de junio | 16:00 |
| Real Potosí    | 1 - 1 | Mariscal Braun          | Mario Mercado           | 24 de junio | 16:00 |
| Unión Central  | 1 - 0 | Wilstermann             | IV Centenario           | 24 de junio | 16:00 |
| Guabirá        | 0 - 0 | Real Santa Cruz         | Gilberto Parada         | 24 de junio | 18:00 |
| Blooming       | 1 - 2 | The Strongest           | Ramón Tahuichi Aguilera | 24 de junio | 18:00 |

### Definición del Torneo
Los equipos de Bolívar y Oriente Petrolero igualaron en puntos en la primera posición, por lo que definieron en un partido extra el torneo. Además el ganador clasificó a la Final del Campeonato.
| 27 de junio de 2001, 20:00 (UTC-4) | Bolívar         | 1:0 (0:0) | Oriente Petrolero | Estadio Félix Capriles, Cochabamba |                            |
|                                    | Marco Sandy 49' | Reporte   |                   | Árbitro(s): Marcelo Ortubé         | Árbitro(s): Marcelo Ortubé |

## Torneo Clausura

### Fase de grupos

#### Grupo 1
| Pos | Equipo                  | Pts | PJ | PG | PE | PP | GF | GC | Dif |
| --- | ----------------------- | --- | -- | -- | -- | -- | -- | -- | --- |
| 1.  | Bolívar                 | 25  | 12 | 7  | 4  | 1  | 32 | 16 | 16  |
| 2.  | Wilstermann             | 18  | 12 | 5  | 3  | 4  | 19 | 19 | 0   |
| 3.  | Mariscal Braun          | 15  | 12 | 4  | 3  | 5  | 19 | 22 | -3  |
| 4.  | Real Santa Cruz Nota    | 15  | 12 | 3  | 7  | 2  | 12 | 16 | -4  |
| 5.  | Independiente Petrolero | 14  | 12 | 3  | 5  | 4  | 16 | 24 | -8  |
| 6.  | Blooming                | 13  | 12 | 4  | 1  | 7  | 15 | 20 | -5  |

Pts = Puntos; PJ = Partidos Jugados; G = Partidos Ganados; E = Partidos Empatados; P = Partidos Perdidos; GF = Goles Anotados; GC = Goles Recibidos; Dif = Diferencia de gol
|  | Clasificados al Cuadrangular de Grupos. |

Nota: Real Santa Cruz quedó fuera del cuadrangular de grupos debido al descenso de categoría, cediendo su lugar a Independiente Petrolero.
Fixture
| Independiente Petrolero | 0 - 3 | Bolívar         | Olímpico Patria         | 1 de agosto | 20:00 |
| Wilstermann             | 1 - 2 | Mariscal Braun  | Félix Capriles          | 1 de agosto | 20:00 |
| Blooming                | 1 - 0 | Real Santa Cruz | Ramón Tahuichi Aguilera | 1 de agosto | 20:00 |

| Real Santa Cruz | 1 - 0 | Mariscal Braun          | Juan Carlos Durán       | 4 de agosto | 18:00 |
| Bolívar         | 4 - 1 | Wilstermann             | Hernando Siles          | 5 de agosto | 16:00 |
| Blooming        | 2 - 3 | Independiente Petrolero | Ramón Tahuichi Aguilera | 5 de agosto | 18:00 |

| Independiente Petrolero | 0 - 0 | Real Santa Cruz | Olímpico Patria | 8 de agosto | 20:00 |
| Wilstermann             | 2 - 1 | Blooming        | Félix Capriles  | 8 de agosto | 20:00 |
| Mariscal Braun          | 3 - 3 | Bolívar         | Hernando Siles  | 8 de agosto | 20:00 |

| Iberoamericana  | 2 - 2 | Mariscal Braun          | Simón Bolívar           | 18 de agosto    | 14:00 |
| Real Santa Cruz | 1 - 4 | Guabirá                 | Juan Carlos Durán       | 18 de agosto    | 18:00 |
| Real Potosí     | 5 - 1 | Independiente Petrolero | Mario Mercado           | 19 de agosto    | 15:30 |
| Unión Central   | 1 - 1 | Wilstermann             | IV Centenario           | 19 de agosto    | 15:30 |
| Bolívar         | 3 - 1 | The Strongest           | Hernando Siles          | 19 de agosto    | 16:00 |
| Blooming        | 1 - 0 | Oriente Petrolero       | Ramón Tahuichi Aguilera | 2 de septiembre | 18:00 |

| Bolívar        | 3 - 2 | Blooming                | Hernando Siles | 16 de agosto | 20:00 |
| Mariscal Braun | 1 - 1 | Independiente Petrolero | Hernando Siles | 22 de agosto | 20:00 |
| Wilstermann    | 2 - 1 | Real Santa Cruz         | Félix Capriles | 22 de agosto | 20:00 |

| Blooming                | 2 - 1 | Mariscal Braun | Ramón Tahuichi Aguilera | 25 de agosto | 20:00 |
| Independiente Petrolero | 1 - 1 | Wilstermann    | Olímpico Patria         | 26 de agosto | 15:30 |
| Real Santa Cruz         | 1 - 1 | Bolívar        | Juan Carlos Durán       | 26 de agosto | 18:00 |

| Real Santa Cruz | 1 - 0 | Blooming                | Juan Carlos Durán | 28 de agosto | 18:00 |
| Bolívar         | 1 - 1 | Independiente Petrolero | Hernando Siles    | 29 de agosto | 16:00 |
| Mariscal Braun  | 0 - 3 | Wilstermann             | Hernando Siles    | 30 de agosto | 16:00 |

| Independiente Petrolero | 3 - 1 | Blooming        | Olímpico Patria | 9 de septiembre | 15:30 |
| Mariscal Braun          | 2 - 0 | Real Santa Cruz | Hernando Siles  | 9 de septiembre | 16:00 |
| Wilstermann             | 1 - 3 | Bolívar         | Félix Capriles  | 9 de septiembre | 16:00 |

| Blooming        | 1 - 1 | Wilstermann             | Ramón Tahuichi Aguilera | 12 de septiembre | 20:00 |
| Real Santa Cruz | 5 - 2 | Independiente Petrolero | Juan Carlos Durán       | 13 de septiembre | 18:00 |
| Bolívar         | 3 - 1 | Mariscal Braun          | Hernando Siles          | 13 de septiembre | 20:00 |

| Independiente Petrolero | 0 - 0 | Real Potosí     | Olímpico Patria         | 16 de septiembre | 15:30 |
| The Strongest           | 3 - 3 | Bolívar         | Hernando Siles          | 16 de septiembre | 16:00 |
| Guabirá                 | 0 - 0 | Real Santa Cruz | Gilberto Parada         | 16 de septiembre | 16:00 |
| Oriente Petrolero       | 2 - 0 | Blooming        | Ramón Tahuichi Aguilera | 16 de septiembre | 18:00 |
| Mariscal Braun          | 3 - 2 | Iberoamericana  | Hernando Siles          | 19 de septiembre | 20:00 |
| Wilstermann             | 2 - 1 | Unión Central   | Félix Capriles          | 20 de septiembre | 20:00 |

| Bolívar        | 4 - 0 | Real Santa Cruz         | Hernando Siles | 22 de septiembre | 16:00 |
| Mariscal Braun | 3 - 2 | Blooming                | Hernando Siles | 23 de septiembre | 16:00 |
| Wilstermann    | 4 - 2 | Independiente Petrolero | Félix Capriles | 23 de septiembre | 16:00 |

| Independiente Petrolero | 2 - 1 | Mariscal Braun | Olímpico Patria         | 26 de septiembre | 15:30 |
| Real Santa Cruz         | 2 - 0 | Wilstermann    | Juan Carlos Durán       | 26 de septiembre | 18:00 |
| Blooming                | 2 - 1 | Bolívar        | Ramón Tahuichi Aguilera | 26 de septiembre | 18:00 |

#### Grupo 2
| Pos | Equipo            | Pts | PJ | PG | PE | PP | GF | GC | Dif |
| --- | ----------------- | --- | -- | -- | -- | -- | -- | -- | --- |
| 1.  | The Strongest     | 23  | 12 | 6  | 5  | 1  | 26 | 12 | 14  |
| 2.  | Real Potosí       | 19  | 12 | 6  | 1  | 5  | 28 | 22 | 6   |
| 3.  | Oriente Petrolero | 16  | 12 | 4  | 4  | 4  | 22 | 16 | 6   |
| 4.  | Guabirá           | 16  | 12 | 4  | 4  | 4  | 15 | 22 | -7  |
| 5.  | Iberoamericana    | 15  | 12 | 4  | 3  | 5  | 22 | 23 | -1  |
| 6.  | Unión Central     | 6   | 12 | 1  | 3  | 8  | 17 | 31 | -14 |

Pts = Puntos; PJ = Partidos Jugados; G = Partidos Ganados; E = Partidos Empatados; P = Partidos Perdidos; GF = Goles Anotados; GC = Goles Recibidos; Dif = Diferencia de gol
|  | Clasificados al Cuadrangular de Grupos. |

Fixture
| The Strongest  | 5 - 1 | Real Potosí       | Hernando Siles  | 31 de julio | 20:00 |
| Iberoamericana | 5 - 2 | Unión Central     | Hernando Siles  | 1 de agosto | 18:00 |
| Guabirá        | 1 - 1 | Oriente Petrolero | Gilberto Parada | 1 de agosto | 18:00 |

| Iberoamericana | 3 - 1 | Guabirá           | Henando Siles | 4 de agosto | 14:00 |
| Real Potosí    | 3 - 0 | Oriente Petrolero | Mario Mercado | 5 de agosto | 15:30 |
| Unión Central  | 0 - 1 | The Strongest     | IV Centenario | 5 de agosto | 15:30 |

| Guabirá           | 4 - 0 | Real Potosí    | Gilberto Parada         | 8 de agosto | 18:00 |
| Oriente Petrolero | 6 - 1 | Unión Central  | Ramón Tahuichi Aguilera | 8 de agosto | 20:00 |
| The Strongest     | 0 - 0 | Iberoamericana | Hernando Siles          | 8 de agosto | 20:00 |

| Iberoamericana  | 2 - 2 | Mariscal Braun          | Simón Bolívar           | 18 de agosto    | 14:00 |
| Real Santa Cruz | 1 - 4 | Guabirá                 | Juan Carlos Durán       | 18 de agosto    | 18:00 |
| Real Potosí     | 5 - 1 | Independiente Petrolero | Mario Mercado           | 19 de agosto    | 15:30 |
| Unión Central   | 1 - 1 | Wilstermann             | IV Centenario           | 19 de agosto    | 15:30 |
| Bolívar         | 3 - 1 | The Strongest           | Hernando Siles          | 19 de agosto    | 16:00 |
| Blooming        | 1 - 0 | Oriente Petrolero       | Ramón Tahuichi Aguilera | 2 de septiembre | 18:00 |

| Guabirá           | 2 - 1 | Unión Central  | Gilberto Parada         | 22 de agosto | 18:00 |
| Real Potosí       | 2 - 1 | Iberoamericana | Mario Mercado           | 22 de agosto | 20:00 |
| Oriente Petrolero | 0 - 0 | The Strongest  | Ramón Tahuichi Aguilera | 23 de agosto | 20:00 |

| Iberoamericana | 4 - 2 | Oriente Petrolero | Hernando Siles | 26 de agosto | 14:00 |
| The Strongest  | 7 - 0 | Guabirá           | Hernando Siles | 26 de agosto | 16:00 |
| Unión Central  | 3 - 5 | Real Potosí       | IV Centenario  | 26 de agosto | 16:00 |

| Unión Central     | 4 - 1 | Iberoamericana | IV Centenario           | 29 de agosto | 18:00 |
| Real Potosí       | 2 - 2 | The Strongest  | Mario Mercado           | 29 de agosto | 20:00 |
| Oriente Petrolero | 1 - 1 | Guabirá        | Ramón Tahuichi Aguilera | 29 de agosto | 20:00 |

| Guabirá           | 1 - 0 | Iberoamericana | Gilberto Parada         | 9 de septiembre | 18:00 |
| Oriente Petrolero | 3 - 1 | Real Potosí    | Ramón Tahuichi Aguilera | 9 de septiembre | 20:00 |
| The Strongest     | 3 - 2 | Unión Central  | Hernando Siles          | 9 de septiembre | 20:00 |

| Real Potosí    | 5 - 0 | Guabirá           | Mario Mercado  | 12 de septiembre | 20:00 |
| Unión Central  | 1 - 1 | Oriente Petrolero | IV Centenario  | 12 de septiembre | 20:00 |
| Iberoamericana | 0 - 0 | The Strongest     | Hernando Siles | 12 de septiembre | 20:00 |

| Independiente Petrolero | 0 - 0 | Real Potosí     | Olímpico Patria         | 16 de septiembre | 15:30 |
| The Strongest           | 3 - 3 | Bolívar         | Hernando Siles          | 16 de septiembre | 16:00 |
| Guabirá                 | 0 - 0 | Real Santa Cruz | Gilberto Parada         | 16 de septiembre | 16:00 |
| Oriente Petrolero       | 2 - 0 | Blooming        | Ramón Tahuichi Aguilera | 16 de septiembre | 18:00 |
| Mariscal Braun          | 3 - 2 | Iberoamericana  | Hernando Siles          | 19 de septiembre | 20:00 |
| Wilstermann             | 2 - 1 | Unión Central   | Félix Capriles          | 20 de septiembre | 20:00 |

| Real Potosí       | 3 - 0 | Unión Central  | Mario Mercado           | 23 de septiembre | 15:30 |
| Guabirá           | 0 - 2 | The Strongest  | Gilberto Parada         | 23 de septiembre | 16:00 |
| Oriente Petrolero | 5 - 1 | Iberoamericana | Ramón Tahuichi Aguilera | 23 de septiembre | 18:00 |

| Iberoamericana | 3 - 1 | Real Potosí       | Hernando Siles | 26 de septiembre | 18:00 |
| The Strongest  | 2 - 1 | Oriente Petrolero | Hernando Siles | 27 de septiembre | 16:00 |
| Unión Central  | 1 - 1 | Guabirá           | IV Centenario  | 28 de septiembre | 15:30 |

### Cuadrangular de Grupos

#### Grupo 1
| Pos | Equipo                  | Pts | PJ | G | E | P | GF | GC | Dif |
| --- | ----------------------- | --- | -- | - | - | - | -- | -- | --- |
| 1º  | Oriente Petrolero       | 12  | 6  | 4 | 0 | 2 | 13 | 11 | 2   |
| 2º  | Wilstermann             | 10  | 6  | 3 | 1 | 2 | 22 | 9  | 13  |
| 3º  | The Strongest           | 7   | 6  | 2 | 1 | 3 | 10 | 13 | -3  |
| 4º  | Independiente Petrolero | 6   | 6  | 2 | 0 | 4 | 6  | 18 | -12 |

Pts = Puntos; PJ = Partidos Jugados; G = Partidos Ganados; E = Partidos Empatados; P = Partidos Perdidos; GF = Goles Anotados; GC = Goles Recibidos; Dif = Diferencia de gol
|  | Clasificados a la Final del Torneo. |

Fixture
| The Strongest           | 0 - 3 | Oriente Petrolero | Hernando Siles  | 13 de octubre | 16:00 |
| Independiente Petrolero | 2 - 3 | Wilstermann       | Olímpico Patria | 14 de octubre | 15:30 |

| Wilstermann       | 4 - 1 | The Strongest           | Félix Capriles          | 17 de octubre | 16:00 |
| Oriente Petrolero | 4 - 1 | Independiente Petrolero | Ramón Tahuichi Aguilera | 17 de octubre | 18:00 |

| The Strongest     | 2 - 2 | Independiente Petrolero | Hernando Siles          | 21 de octubre | 20:00 |
| Oriente Petrolero | 2 - 1 | Wilstermann             | Ramón Tahuichi Aguilera | 21 de octubre | 20:00 |

| The Strongest           | 2 - 0 | Wilstermann       | Hernando Siles  | 24 de octubre | 20:00 |
| Independiente Petrolero | 0 - 4 | Oriente Petrolero | Olímpico Patria | 24 de octubre | 20:00 |

| Wilstermann       | 2 - 0 | Independiente Petrolero | Félix Capriles          | 28 de octubre | 16:00 |
| Oriente Petrolero | 1 - 2 | The Strongest           | Ramón Tahuichi Aguilera | 28 de octubre | 18:00 |

| Independiente Petrolero | 1 - 0 | The Strongest     | Olímpico Patria | 31 de octubre | 16:00 |
| Wilstermann             | 5 - 2 | Oriente Petrolero | Félix Capriles  | 31 de octubre | 16:00 |

#### Grupo 2
| Pos | Equipo         | Pts | PJ | G | E | P | GF | GC | Dif |
| --- | -------------- | --- | -- | - | - | - | -- | -- | --- |
| 1º  | Bolívar        | 10  | 6  | 3 | 1 | 2 | 6  | 4  | 2   |
| 2º  | Real Potosí    | 10  | 6  | 3 | 1 | 2 | 4  | 6  | -2  |
| 3º  | Mariscal Braun | 9   | 6  | 3 | 0 | 3 | 9  | 9  | 0   |
| 4º  | Guabirá        | 5   | 6  | 1 | 2 | 3 | 5  | 5  | 0   |

Pts = Puntos; PJ = Partidos Jugados; G = Partidos Ganados; E = Partidos Empatados; P = Partidos Perdidos; GF = Goles Anotados; GC = Goles Recibidos; Dif = Diferencia de gol
|  | Clasificados a la Final del Torneo. |

Fixture
| Real Potosí    | 3 - 2 | Guabirá | Mario Mercado  | 14 de octubre | 15:30 |
| Mariscal Braun | 2 - 1 | Bolívar | Hernando Siles | 14 de octubre | 16:00 |

| Guabirá | 1 - 0 | Mariscal Braun | Gilberto Parada | 17 de octubre | 16:00 |
| Bolívar | 3 - 1 | Real Potosí    | Hernando Siles  | 17 de octubre | 16:00 |

| Real Potosí | 3 - 0 | Mariscal Braun | Mario Mercado   | 21 de octubre | 20:00 |
| Guabirá     | 1 - 3 | Bolívar        | Gilberto Parada | 21 de octubre | 20:00 |

| Real Potosí    | 2 - 1 | Bolívar | Mario Mercado  | 24 de octubre | 15:30 |
| Mariscal Braun | 4 - 0 | Guabirá | Hernando Siles | 25 de octubre | 16:00 |

| Guabirá | 2 - 2 | Real Potosí    | Gilberto Parada | 28 de octubre | 16:00 |
| Bolívar | 3 - 0 | Mariscal Braun | Hernando Siles  | 28 de octubre | 16:00 |

| Bolívar        | 4 - 1 | Guabirá     | Hernando Siles          | 31 de octubre | 16:00 |
| Mariscal Braun | 3 - 1 | Real Potosí | Complejo Mariscal Braun | 31 de octubre | 16:00 |

### Cuadrangular Final del Torneo
| Pos | Equipo            | Pts | PJ | PG | PE | PP | GF | GC | Dif |
| --- | ----------------- | --- | -- | -- | -- | -- | -- | -- | --- |
| 1º  | Oriente Petrolero | 13  | 6  | 4  | 1  | 1  | 14 | 9  | 5   |
| 2º  | Real Potosí       | 8   | 6  | 2  | 2  | 2  | 13 | 15 | -2  |
| 3º  | Bolívar           | 6   | 6  | 1  | 3  | 2  | 8  | 9  | -1  |
| 4º  | Wilstermann       | 5   | 6  | 1  | 2  | 3  | 7  | 9  | -2  |

|  |                                                                                                   |
|  | Ganador del Torneo Clausura, clasificado a la Final del Campeonato y a la Copa Libertadores 2002. |
|  | Clasificado para la Copa Libertadores 2002 como Bolivia 3.                                        |

### Fixture
| Bolívar     | 2 - 3 | Oriente Petrolero | Hernando Siles | 18 de noviembre | 16:00 |
| Wilstermann | 5 - 3 | Real Potosí       | Félix Capriles | 18 de noviembre | 16:00 |

| Oriente Petrolero | 0 - 0 | Wilstermann | Hernando Siles | 21 de noviembre | 20:00 |
| Real Potosí       | 2 - 2 | Bolívar     | Mario Mercado  | 21 de noviembre | 20:00 |

| Bolívar           | 0 - 0 | Wilstermann | Hernando Siles          | 25 de noviembre | 16:00 |
| Oriente Petrolero | 5 - 1 | Real Potosí | Ramón Tahuichi Aguilera | 25 de noviembre | 18:00 |

| Real Potosí | 5 - 2 | Oriente Petrolero | Mario Mercado  | 2 de diciembre | 15:30 |
| Wilstermann | 1 - 3 | Bolívar           | Félix Capriles | 2 de diciembre | 16:00 |

| Bolívar     | 1 - 1 | Real Potosí       | Hernando Siles | 5 de diciembre | 20:00 |
| Wilstermann | 1 - 2 | Oriente Petrolero | Félix Capriles | 5 de diciembre | 20:00 |

| Real Potosí       | 1 - 0 | Wilstermann | Mario Mercado           | 9 de diciembre | 18:00 |
| Oriente Petrolero | 2 - 0 | Bolívar     | Ramón Tahuichi Aguilera | 9 de diciembre | 18:00 |

## Final del Campeonato
Los equipos de Bolívar y Oriente Petrolero disputaron partidos de ida y vuelta en los cuales la diferencia de goles no contaba, si empataban en puntos debieron definir en un partido extra y de prolongar la igualdad definirían por lanzamientos desde el punto penal.
| 12 de diciembre de 2001, 20:00 (UTC-4) | Bolívar                                           | 4:1 (2:0) | Oriente Petrolero  | Estadio Hernando Siles, La Paz |                           |
|                                        | Joaquín Botero 6' 65' · Horacio Chiorazzo 47' 86' | Reporte   | 84' Vidal González | Árbitro(s): Pedro Saucedo      | Árbitro(s): Pedro Saucedo |

| 16 de diciembre de 2001, 20:30 (UTC-4) | Oriente Petrolero               | 4:3 (3:2) | Bolívar                                                             | Estadio Ramón Tahuichi Aguilera, Santa Cruz de la Sierra |                            |
|                                        | José A. Castillo 3' 15' 30' 71' | Reporte   | 24' Leonel Liberman · 34' Julio César Ferreira · 83' Joaquín Botero | Árbitro(s): Marcelo Ortubé                               | Árbitro(s): Marcelo Ortubé |

| 19 de diciembre de 2001, 20:00 (UTC-4) | Oriente Petrolero          | 2:0 (1:0) | Bolívar | Estadio Félix Capriles, Cochabamba |                           |
|                                        | José A. Castillo 11' 90+3' | Reporte   |         | Árbitro(s): Pedro Saucedo          | Árbitro(s): Pedro Saucedo |

|                                                                           |
| Campeón Oriente Petrolero 3° Título Liguero 4º Título de Primera División |

## Sistema de Descenso
Para definir los descensos y ascensos se realizó una tabla sumatoria de todo el año, dando los siguientes resultados:
| Pos | Equipo                  | PJ | PG | PE | PP | GF | GC | Dif | Pts |
| --- | ----------------------- | -- | -- | -- | -- | -- | -- | --- | --- |
| 1º  | Bolívar                 | 34 | 19 | 10 | 5  | 85 | 44 | 41  | 67  |
| 2º  | Oriente Petrolero       | 34 | 17 | 7  | 10 | 70 | 47 | 23  | 58  |
| 3º  | The Strongest           | 34 | 16 | 9  | 9  | 68 | 46 | 22  | 57  |
| 4º  | Real Potosí             | 34 | 14 | 9  | 11 | 61 | 56 | 5   | 51  |
| 5º  | Wilstermann             | 34 | 13 | 12 | 9  | 59 | 55 | 4   | 51  |
| 6º  | Blooming                | 34 | 13 | 10 | 11 | 49 | 45 | 4   | 49  |
| 7º  | Independiente Petrolero | 34 | 10 | 11 | 13 | 45 | 63 | -18 | 41  |
| 8º  | Mariscal Braun          | 34 | 10 | 9  | 15 | 50 | 58 | -8  | 39  |
| 9º  | Guabirá                 | 34 | 10 | 9  | 15 | 40 | 57 | -17 | 39  |
| 10º | Unión Central           | 34 | 10 | 6  | 18 | 44 | 65 | -21 | 36  |
| 11º | Iberoamericana *        | 34 | 9  | 8  | 17 | 59 | 70 | -11 | 35  |
| 12º | Real Santa Cruz *       | 34 | 9  | 8  | 17 | 35 | 59 | -24 | 35  |

Pts = Puntos; PJ = Partidos Jugados; G = Partidos Ganados; E = Partidos Empatados; P = Partidos Perdidos; GF = Goles Anotados; GC = Goles Recibidos; Dif = Diferencia de gol
|  | Descenso Indirecto: Partidos de Promoción contra 1.º de Mayo (Subcampeón de la Copa Simón Bolívar 2001). |
|  | Descenso Directo: Reemplazado por San José (Campeón de la Copa Simón Bolívar 2001)                       |

Desempate por el descenso directo
Los equipos de Iberoamericana y Real Santa Cruz empataron en puntos en la última posición de la tabla sumatoria, por lo que tuvieron que disputar un partido en cancha neutral para definir el descenso, el perdedor descendió directamente mientras que el ganador disputó la serie de ascenso-descenso indirecto para tratar de mantener la categoría.
| 6 de octubre de 2001, 20:00 (UTC-4) | Iberoamericana | 3:1 | Real Santa Cruz | Estadio Félix Capriles, Cochabamba |  |

### Serie Ascenso - Descenso Indirecto
| Club           | Ida (La Paz) | Vuelta (Trinidad) |
| -------------- | ------------ | ----------------- |
| Iberoamericana | 6            | 1                 |
| 1.º de Mayo    | 0            | 3                 |

|  | Iberoamericana permanece en 1ª División. |